# 卡里亚尔罗阿德
卡里亚尔罗阿德（Khariar Road），是印度奥里萨邦Nuapada县的一个城镇。总人口16627（2001年）。

## 人口
该地2001年总人口16627人，其中男性8399人，女性8228人；0—6岁人口2405人，其中男1192人，女1213人；识字率60.88%，其中男性为70.25%，女性为51.32%。